# Narcís Pelach
Narcís Pelach Nadal (Gerona, 5 de septiembre de 1988), conocido deportivamente como 'Chicho' Pelach, es un entrenador español de fútbol. Actualmente es asistente técnico de Graham Potter en el West Ham United Football Club de Inglaterra.

## Trayectoria
Chicho es natural de Gerona. Como jugador se formó en el fútbol base del Girona FC, hasta Juvenil A y más tarde, jugaría en el Agrupació Esportiva i Cultural Manlleu, Palamós CF y UE Figueres. En las filas de la UE Figueres, compaginó el primer equipo con la dirección técnica del Juvenil y después de dejar la práctica del fútbol como jugador en 2015, se convirtió en primer equipo del UE Figueres de la Tercera División de España, al que dirige durante tres temporadas.
El 3 de enero de 2018, firmaría como entrenador del CF Peralada de la de la Tercera División de España, filial del Girona FC, al que dirige durante temporada y media.
En la temporada 2019-20, se convierte en segundo entrenador del Girona FC de la Primera División de España, formando parte del cuerpo técnico de José Luis Martí (26 partidos), Juan Carlos Unzué (12 partidos), Juan Carlos Moreno (1 partido).
El 24 de julio de 2020, firma como segundo entrenador de Carlos Corberán en el Huddersfield Town Association Football Club de la English Football League Championship. En verano de 2022, tras la marcha de Carlos al Olympiakos FC, continúa en el club inglés siendo ayudante de Danny Schofield.
El 12 de septiembre de 2022, tras la destitución de Danny Schofield, se convierte en primer entrenador del Huddersfield Town Association Football Club de la English Football League Championship.El 28 de septiembre de 2022, con la llegada al banquillo de Mark Fotheringham, volvería al cargo de segundo entrenador del Huddersfield Town.El 10 de febrero de 2023, tras la destitución de Fotheringham, Pelach vuelve a hacerse cargo del Huddersfield Town de manera interina, hasta la llegada de Neil Warnock al banquillo del club de Huddersfield.
Tras 3 temporada en el Huddersfield firmó por una temporada como segundo entrenador del Norwich City comandado por David Wagner con el objetivo de conseguir el ascenso a la Premier.
En septiembre de 2024, asumió como entrenador del Stoke City y firmó un contrato por tres temporadas.Sin embargo, el 27 de diciembre, fue relevado de sus funciones después de una serie de malos resultados.

## Clubes

### Como entrenador
| Club                                                        | País       | Año       |
| ----------------------------------------------------------- | ---------- | --------- |
| UE Figueres                                                 | España     | 2015-2018 |
| CF Peralada                                                 | España     | 2018-2019 |
| Girona FC (2º Entrenador)                                   | España     | 2019-2020 |
| Huddersfield Town Association Football Club (2º Entrenador) | Inglaterra | 2020-2023 |
| Huddersfield Town                                           | Inglaterra | 2023      |
| Norwich City (2º Entrenador)                                | Inglaterra | 2023-2024 |
| Stoke City                                                  | Inglaterra | 2024      |